# Ordovicien supérieur

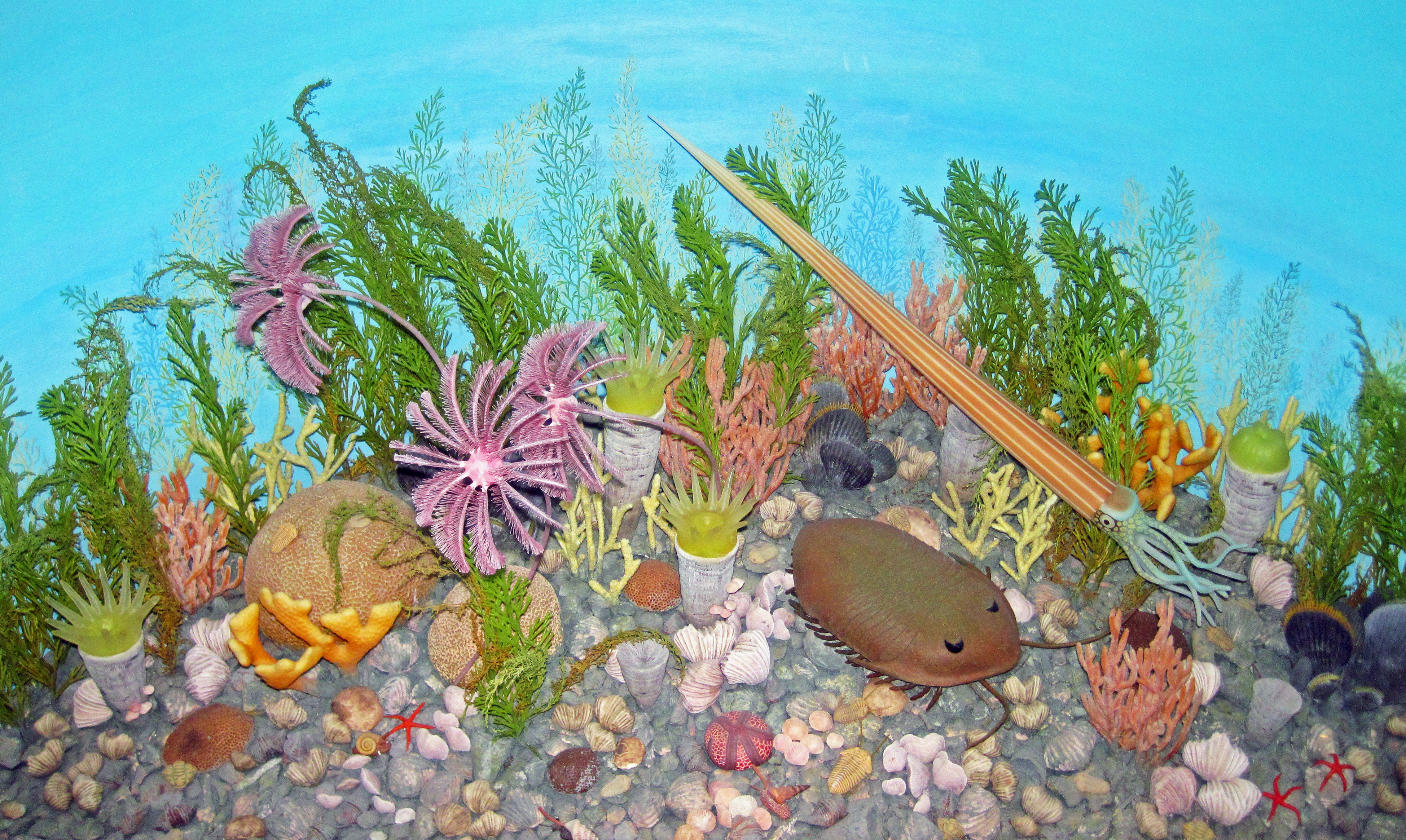
Diorama du plancher océanique dans la région du Cincinnati actuel à l'ordovicien supérieur

Stratigraphie
Ordovicien moyen Llandovery
Silurien
L'Ordovicien supérieur est la plus récente des trois époques de l'Ordovicien, s’étendant de 458,4 ± 0,9 à 443,4 ± 1,5 million d’années. Il est suivi par la première époque du Silurien (Llandovérien) et précédé par l'Ordovicien moyen.

## Subdivisions
L'Ordovicien supérieur est subdivisé en trois étages géologiques, l'Hirnantien, le Katien et le Sandbien.
| Hirnantien | (445,2 ± 1,4 à 443,4 ± 1,5 Ma) |
| Katien     | (453,0 ± 0,7 à 445,2 ± 1,4 Ma) |
| Sandbien   | (458,4 ± 0,9 à 453,0 ± 0,7 Ma) |

## Sources et références
- Cet article est partiellement ou en totalité issu de l'article intitulé « Ordovicien » (voir la liste des auteurs).

1. ↑  (en) [PDF] « International chronostratigraphic chart (2012) », sur stratigraphy.org.
2. ↑  Gradstein et al. 2012